# Zwalm
Zwalm ist eine belgische Gemeinde in der Region Flandern. Sie liegt in der Provinz Ostflandern im Arrondissement Oudenaarde.
Die Gemeinde ist aus dem Zusammenschluss von 13 Ortschaften entstanden und besitzt daher keinen richtigen Ortskern.
Zwalm liegt 7 Kilometer nordöstlich von Oudenaarde, 15 km nordwestlich von Geraardsbergen, 18 km südlich von Gent und 44 km westlich von Brüssel (alle Angaben beziehen sich auf die Entfernung von Mittelpunkt der Gemeinde in Luftlinie zu den jeweiligen Stadtzentren).
Die nächsten Autobahnabfahrten liegen einige Kilometer nördlich an den Autobahnen A10/E 40 und A14/E 17 bei den Städten Gent und Deinze und bei der Gemeinde Wetteren.
Die Gemeinde selbst hat eine Bahnstation beim Ortsteil Munkzwalm an der Bahnstrecke Kortrijk – Oudenaarde – Zwalm – Zottegem – Brüssel. In Gent und Brüssel befinden sich die nächsten Bahnhöfe mit internationalen Zugverbindungen wie u. a. dem Thalys.

## Ortsteile
| #  | Name                 | Fläche in km² | Bevölkerung (Stand 1. Januar 2003) |
| -- | -------------------- | ------------- | ---------------------------------- |
| 1  | Munkzwalm            | 4,99          | 1945                               |
| 2  | Beerlegem            | 2,25          | 371                                |
| 3  | Dikkele              | 1,44          | 157                                |
| 4  | Hundelgem            | 1,82          | 577                                |
| 5  | Meilegem             |               | 338                                |
| 6  | Paulatem             | 1,59          | 140                                |
| 7  | Roborst              | 3,56          | 800                                |
| 8  | Rozebeke             | 1,84          | 393                                |
| 9  | Sint-Blasius-Boekel  | 4,17          | 695                                |
| 10 | Sint-Denijs-Boekel   | 4,76          | 853                                |
| 11 | Sint-Maria-Latem     | 2,28          | 625                                |
| 12 | Nederzwalm-Hermelgem | 2,87          | 790                                |

## Bilder

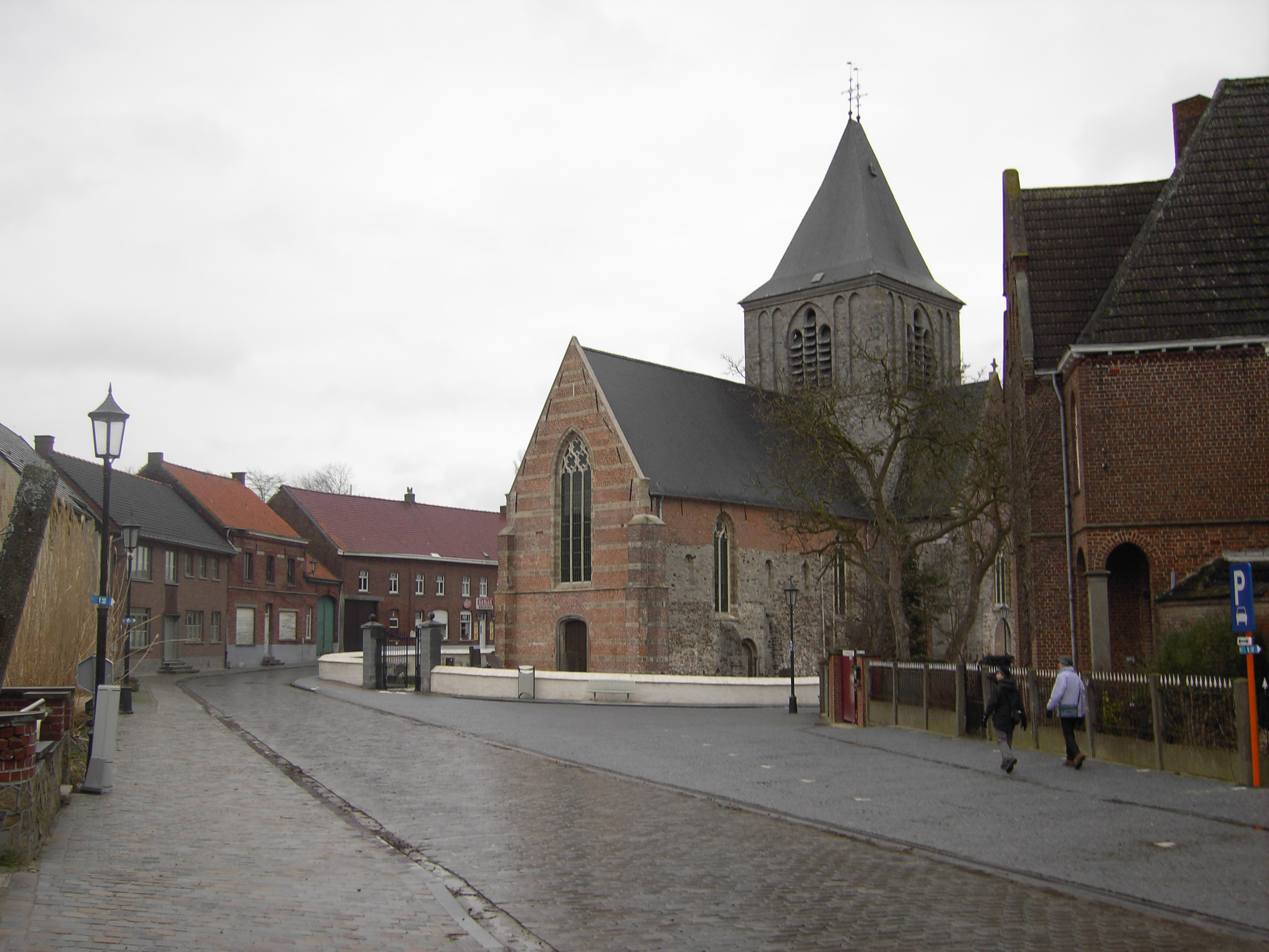
Rozebeke, Kirche: Onze-Lieve-Vrouw-Bezoeking
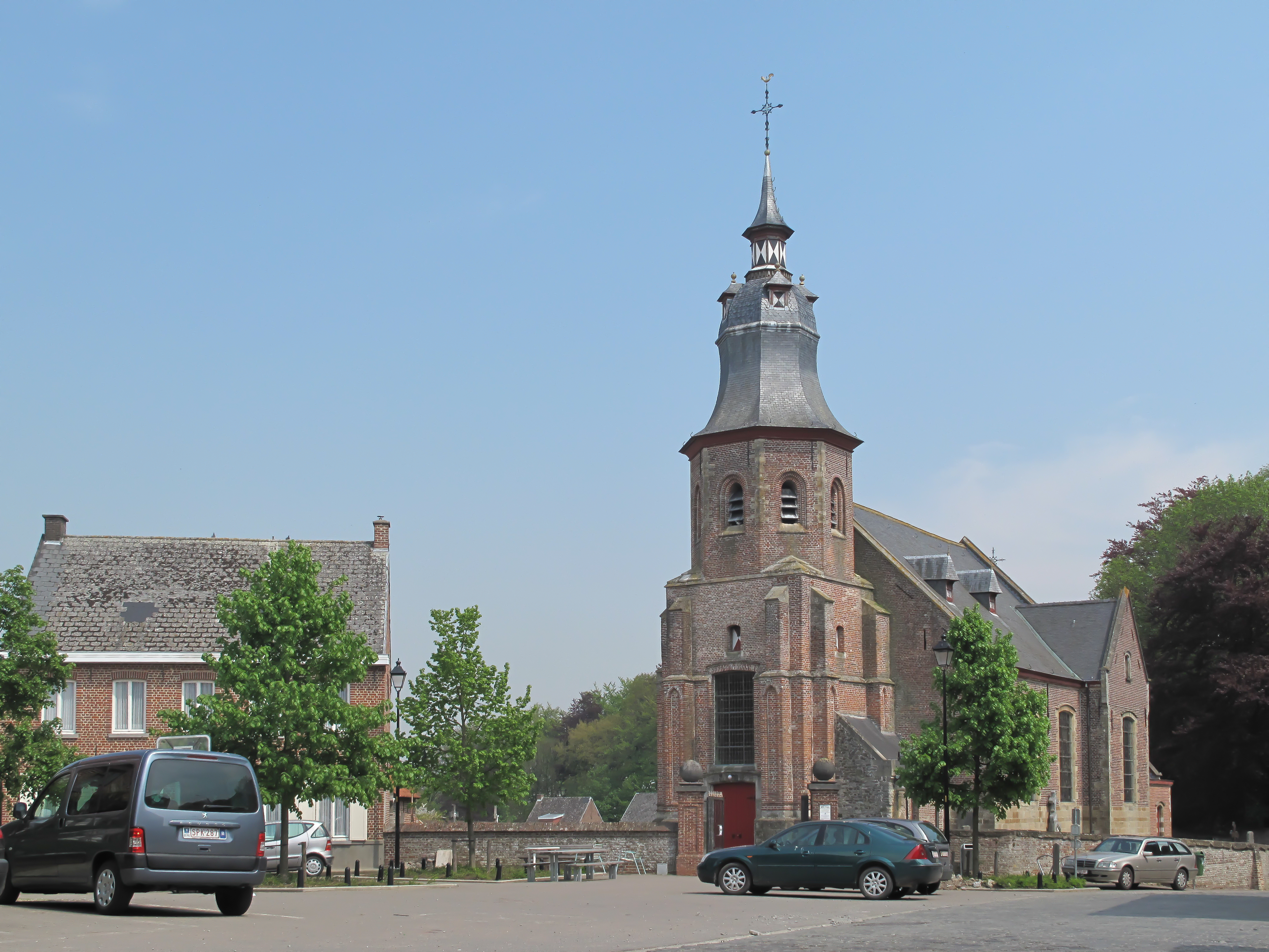
Roborst, Kirche: parochiekerk Sint Denijs
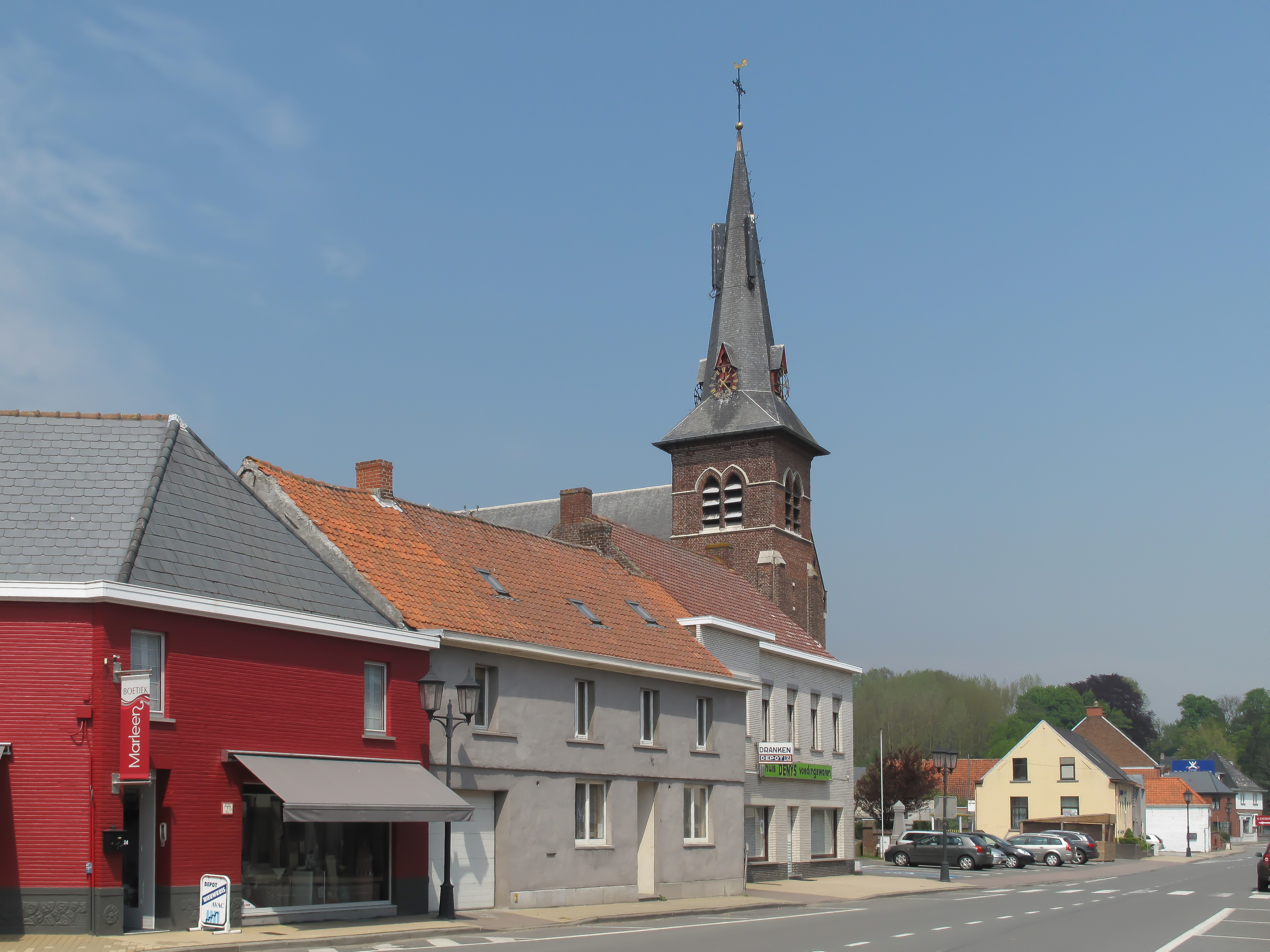
Munkzwalm, Kirche: parochiekerk Sint Mattheus
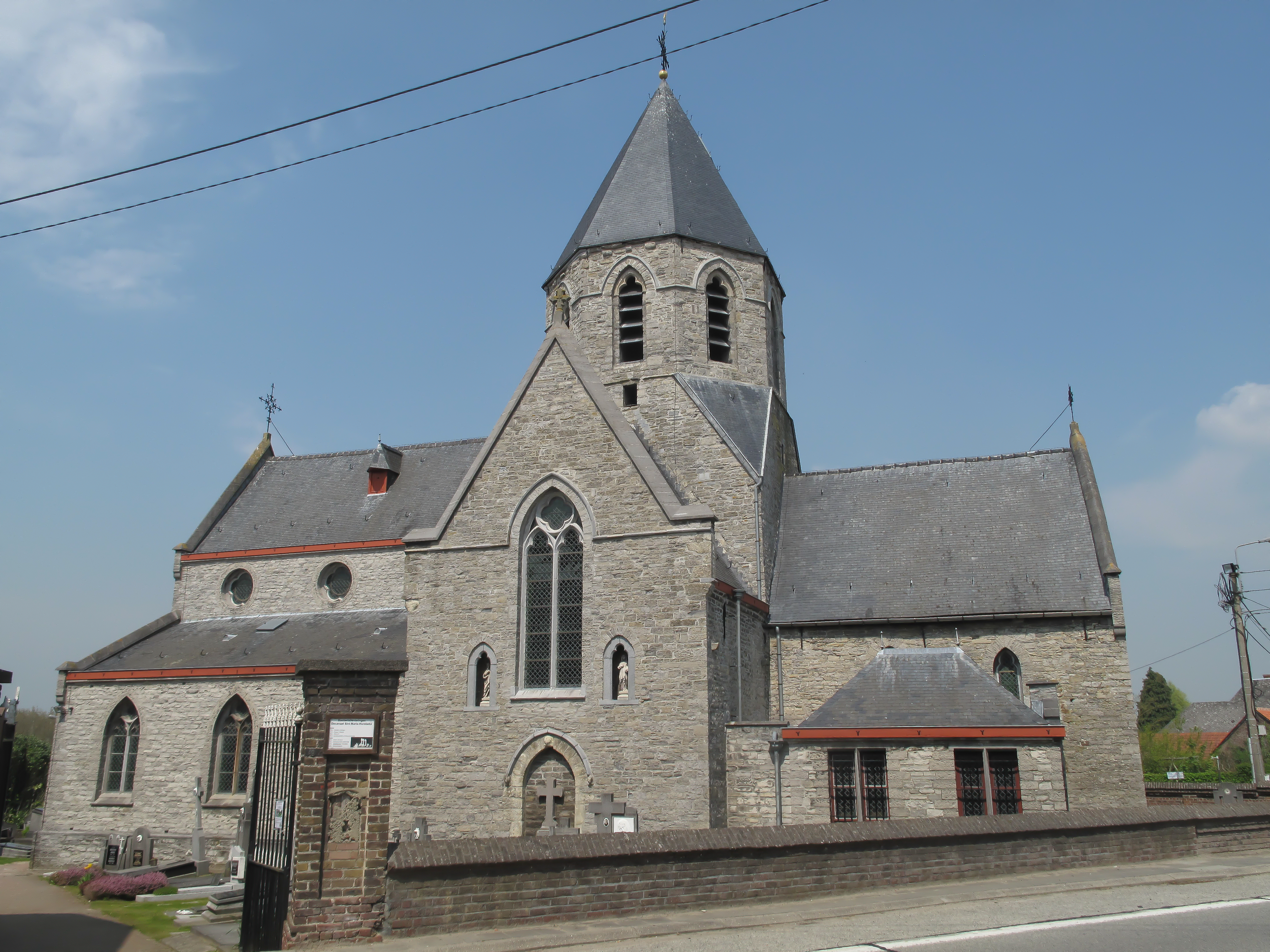
Sint Maria Latem, Kirche: de Onze Lieve Vrouwe Zeven Smartenkerk
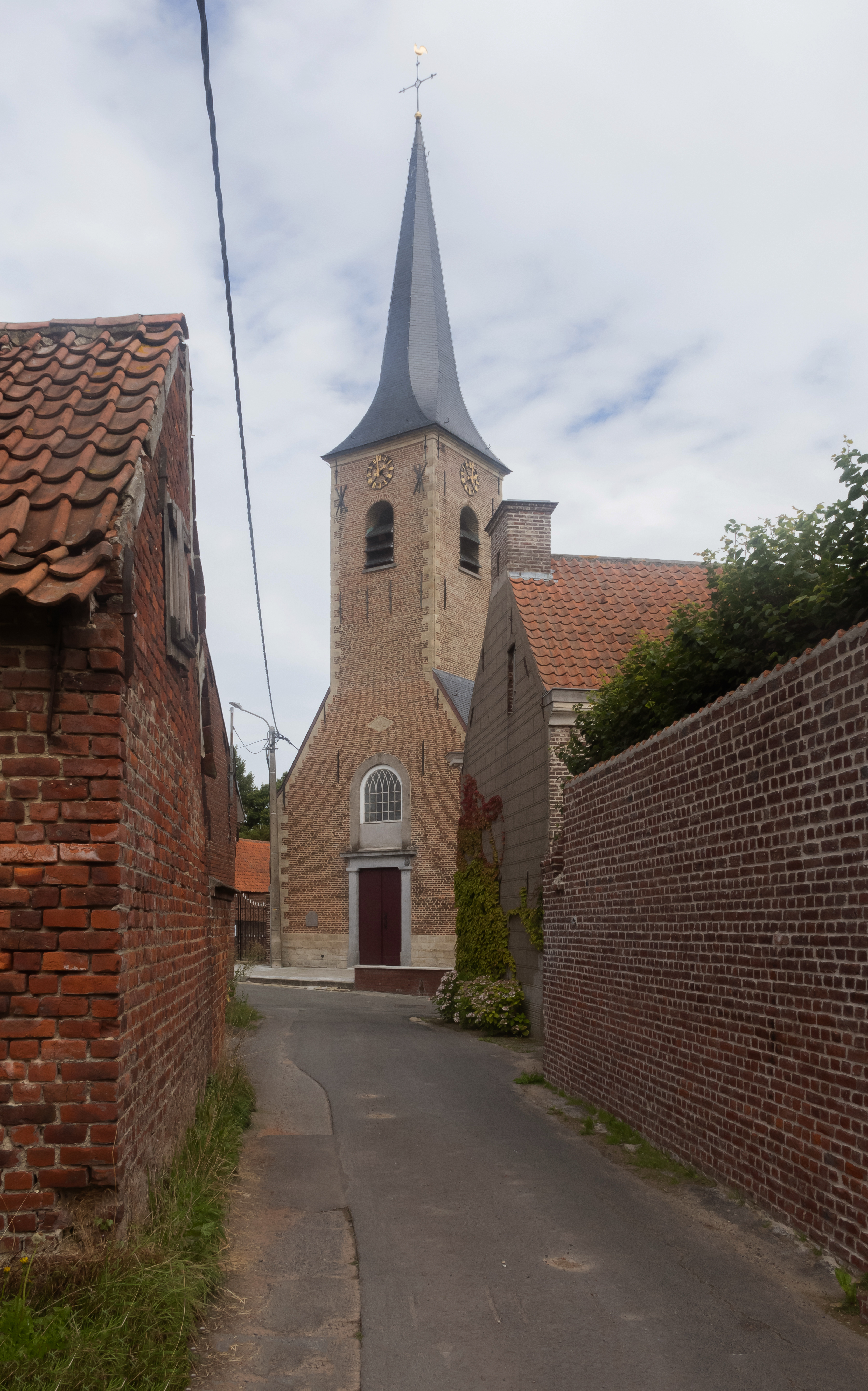
Hundelgem, Kirche: Sint-Amanduskerk

## Städtepartnerschaft
Zwalm unterhält eine Partnerschaft mit der deutschen Stadt Schwalmstadt im Schwalm-Eder-Kreis.

## Persönlichkeiten
- Noël De Pauw (1942–2015), Radrennfahrer